# Еліс Волтон
Еліс Луїза Волтон (англ. Alice Louise Walton; нар. 7 жовтня 1949) — американська мультимільярдерка, підприємиця, меценатка, філантропка, колекціонерка мистецтва. Станом на травень 2018 року статки Волтон оцінювалися у $41,8 млрд. У списку Форбс оголошена другою найзаможнішою жінкою 2018 року і 18-ю найбагатшою людиною в світі.

## Біографія
Еліс Волтон народилася 7 жовтня 1949 року в родині Семюеля Волтона і Гелен Робсон Волтон, засновників мережі магазинів Walmart. Дитинство провела у батьківському маєтку в Ньюпорті, штат Арканзас. Мала трьох братів: Роб, Джим і Джон.
Після успішного закінчення школи вступила до інституту Святої Трійці, а потім перевелася в Університет Трініті (Сан-Антоніо, штат Техас). Тут здобула ступінь бакалавра фінансової та економічної діяльності. Кар'єру почала, працюючи за фахом у сімейній компанії. Пізніше працювала заступницею голови і займалася керівництвом усіх заходів, пов'язаних з інвестиціями банку Arvest. У 1988 році Еліс Волтон заснувала власну інвестиційну фінансову організацію Llama. Вона очолила власний банк, одночасно була головою і гендиректоркою.
Після смерті батька закрила свій банк і поїхала жити в Техас, на ранчо Мідсап, де зайнялася розведенням коней. Інші її пристрасть — колекціонування картин. Перший твір мистецтва — репродукцію картини «Блакитна оголена» Пікассо, вона придбала у віці 10 років. У 2004 році Волтон на аукціоні в Нью-Йорку придбала предметів мистецтва на 20 млн доларів. У 2005 році Еліс Волтон купила колекцію картин пейзажиста А. Брауна. До неї увійшла і відома робота «Споріднені душі». За цю картину вона заплатила 35 млн доларів. А також купила роботи Вінслов Гомера і Едварда Гоппера. Одним з її придбань став портрет Д. Вашингтона.
Еліс Волтон спонсорує знаменитих художників і поетів, бере активну участь у культурному житті Америки. Еліс з матір'ю завжди любили писати аквареллю самі, ходячи в туристичні походи. Волтон взяла активну участь у «Фонді сім'ї Волтон» і очолила його. Завдяки цій організації музей розвитку американського мистецтва отримав можливість подальшого розвитку і став головним вмістилищем для робіт багатьох художників. У музеї відкриті навчальні курси і збираються культурні співтовариства. Еліс Волтон фінансує державні проєкти. Вона надала у Бентонвіллі початковий капітал для будівництва аеропорту. За це один термінал був названий її ім'ям.
Станом на жовтень 2022 року статки Волтон становиои 59 мільярдів доларів, що робить її 19-ю найбагатшою людиною та другою найбагатшою жінкою у світі згідно з рейтингом Bloomberg Billionaires Index.

## Особисте життя
У 24 роки одружилася з банкіром з Луїзіани. Через 2,5 роки розлучилвся. Одружилася та розлучилася з робітником, який будував басейн у них в будинку.